# Deslocado
Deslocado (portugiesisch für: Deplatziert, Vertrieben) ist ein Lied der portugiesischen Indie-Pop-Band NAPA. Der Titel der von der Insel Madeira stammenden Gruppe war der portugiesische Beitrag beim Eurovision Song Contest 2025. Nachdem es im Halbfinale am 23. Januar 2025 erstmals öffentlich aufgeführt wurde, wurde es nach seiner offiziellen Veröffentlichung am 10. März des Jahres ein Nummer-eins-Hit in Portugal und damit das zweite ESC-Lied des Landes, das die Spitze der Charts erreichte, nach Amar pelos dois von Salvador Sobral 2017, das der erste portugiesische ESC-Siegertitel war.

## Hintergrund
Während die Gruppe neue Songs für ihr drittes, für 2025 geplantes Album vorbereiteten, nahmen sie mit einem der neuen Songs, Deslocado (port. für: Deplatziert oder Vertrieben) am Festival da Canção 2025 teil, ein traditionsreicher Musikwettbewerb, der auch als Vorentscheid für den portugiesischen Beitrag zum Eurovision Song Contest dient. Bei dem in 23 Länder übertragenen Gala-Finale am 8. März 2025 wurden NAPA, die sich während des Votings lange im oberen Mittelfeld befanden, vor allem dank des Zuschauervotings am Ende überraschend Sieger.
Das Lied, das sich im Gegensatz zu den meisten Mitbewerbern an klassischer Popmusik orientiert, sprach das Publikum durch seine harmonische, fröhlich-melancholische Klangfarbe und durch seinen Text an, der vom Gefühl des nicht dazugehören und von der Sehnsucht nach dem Ort, an dem man sich zuhause fühlt, handelt. Die Gruppe stammt aus Funchal, Hauptstadt der Insel Madeira, und zog 2019 auf das portugiesische Festland, nach Lissabon. Das Lied entstand aus dem Gefühl, dort gut zu leben, aber nie ganz dazuzugehören und stets Sehnsucht nach der Heimatstadt und den alten Freunden und Familien zu haben. Deslocado berührte besonders Studenten, die in Portugal häufig fern des Heimatortes studieren, und in Portugal lebende Eingewanderte, insbesondere aus Brasilien und der Ukraine.

## Musikvideo
Das offizielle Musikvideo wurde auf dem Eurovision Song Contest YouTube-Kanal am 9. März des Jahres vorgestellt und zeigt NAPAs Auftritt beim Festival da Canção, im zweiten Halbfinale am 23. Januar 2025.

## Beim Eurovision Song Contest
Mit dem Titel nahm Portugal am Eurovision Song Contest teil. Das Land trat hierbei im ersten Halbfinale mit Startnummer 7 am 13. Mai 2025 an. Es konnte sich hierbei erfolgreich für das Finale qualifizieren. Von Startnummer 21 aus erreichte das Land 50 Punkte, was in einem 21. Platz resultierte.

## Kommerzieller Erfolg

### Chartplatzierungen
| ChartsChartplatzierungen | Höchstplatzierung | Wochen |
| ------------------------ | ----------------- | ------ |
| Portugal (AFP)           | 1 (… Wo.)         | …      |
| Schweiz (IFPI)           | 59 (1 Wo.)        | 1      |

### Auszeichnungen für Musikverkäufe
| Land/Region    | Auszeichnungen für Musikverkäufe (Land/Region, Auszeichnung, Verkäufe) | Verkäufe |
| -------------- | ---------------------------------------------------------------------- | -------- |
| Portugal (AFP) | 3× Platin                                                              | 30.000   |
| Insgesamt      | 3× Platin ·                                                            | 30.000   |